# Robert Koch
Heinrich Hermann Robert Koch (11 tháng 12 năm 1843 – 27 tháng 5 năm 1910) là một bác sĩ và nhà sinh vật học người Đức. Ông nổi tiếng như một người đã tìm ra trực khuẩn bệnh than (năm 1877), trực khuẩn lao (năm 1882) và vi khuẩn bệnh tả (năm 1883), đồng thời là người đã đưa ra nguyên tắc Koch. Ông đã được trao giải Nobel dành cho Sinh lý và Y học cho các công trình về bệnh lao vào năm 1905. Ông cũng được coi là một trong số những người đặt nền móng cho vi khuẩn học.

## Tiểu sử
Robert Koch sinh ngày 11 tháng 12 năm 1843 tại thị trấn nhỏ Clausthal nằm dưới chân dãy núi Harz, Vương quốc Hannover (nay là miền Trung nước Đức). Là con trai của một người kĩ sư mỏ, ông làm bố mẹ phải kinh ngạc khi nói với họ rằng ông đã tự học đọc bằng một tờ báo. Đó là dấu ấn đầu tiên về sự thông minh và tính kiên trì về mặt phương pháp – những đức tính đã theo ông trong suốt cuộc đời sau này. Ông học ở một trường cấp 3 địa phương (trường Gymnasium). Ở đó ông đã thể hiện mối quan tâm tới sinh học, và cũng như bố, Koch cũng có sở thích đi du lịch khám phá.
Năm 1862, Koch tới Đại học Göttingen để học y khoa. Tại đây, Koch bị ảnh hưởng bởi tư tưởng của giáo sư môn giải phẫu học là Friedrich Gustav Jakob Henle về bệnh truyền nhiễm là do những loài sinh vật sống ký sinh (luận điểm này đã được xuất bản vào năm 1840). Sau khi lấy bằng bác sĩ vào năm 1866, Koch tới Berlin trong sáu tháng để học hoá học dưới sự dẫn dắt của Virchow. Cùng năm, Koch cưới Emmy Fraats. Bà đã sinh cho ông một người con gái duy nhất là Gertrud (sinh năm 1865), người mà sau này trở thành vợ của tiến sĩ E. Pfuhl. 
Năm 1867, ông bắt đầu ổn định cuộc sống sau thời gian thực tập, đầu tiên ở Langenhagen và không lâu sau đó, năm 1869, ở Rackwitz, tỉnh Posen. Ở đây ông đã vượt qua kì thi nhân viên y tế của tỉnh. Năm 1870, ông tham gia tình nguyện phục vụ trong cuộc Chiến tranh Pháp – Phổ và từ năm 1872 tới 1880 là nhân viên ngành y của tỉnh Wollstein. Cũng chính ở đây, ông đã thực hiện những nghiên cứu bước ngoặt, những nghiên cứu đã đưa ông lên vị trí cao trong giới khoa học.

## Các nghiên cứu
Bệnh than vào thời đó đang xuất hiện trong các trang trại chăn nuôi ở tỉnh Wollstein. Mặc dù không có công cụ nghiên cứu khoa học nào và còn bị tách biệt với thư viện và giới khoa học, Koch đã lao vào nghiên cứu bệnh này bất chấp sức ép từ công việc bận rộn của ông. Phòng thí nghiệm của ông là căn nhà 4 phòng và cũng chính là nhà ông, còn dụng cụ nghiên cứu của ông, ngoài cái kính hiển vi vợ ông tặng, đều do ông tự trang bị. Trước đó thì trực khuẩn than đã được tìm ra bởi Pollender, Rayer và Davaine; và Koch đặt ra mục tiêu là chứng minh loài trực khuẩn này chính là tác nhân gây bệnh than, nếu có thể thì tìm ra cách chữa trị.
Ông cấy vào chuột, bằng miếng gỗ tự chế, trực khuẩn than lấy từ lá lách của những động vật trong nông trại đã bị chết bởi bệnh than, và thấy rằng những con chuột này cũng bị chết bởi trực khuẩn. Trong khi cùng lúc những con chuột được cấy bằng máu từ lách của những con vật nuôi khoẻ mạnh thì không bị mắc bệnh than. Điều này củng cố cho những nghiên cứu khác đã chứng minh rằng bệnh này có thể lây qua đường máu từ những con vật đã bị bệnh.
Nhưng điều đó chưa thoả mãn Koch. Ông còn muốn biết những con trực khuẩn than chưa bao giờ phát triển trong động vật thì có khả năng gây bệnh hay không. Để giả quyết vấn đề này, ông đã triết xuất pure culture của trực khuẩn bằng cách nuôi cấy chúng trong dịch lấy từ mắt bò. Bằng cách nghiên cứu, vẽ và chụp hình lại những môi trường nuôi cấy này, Koch đã ghi lại sự nhân lên của trực khuẩn và nhận thấy rằng điều kiện nuôi cấy không thích hợp với chúng, chúng đã tạo ra bào tử (spore) bên trong chúng để chống lại điều kiện bất lợi đặc biệt là thiếu oxy, và khi điều kiện thuận lợi trở lại, bào tử có thể trở lại thành trực khuẩn. Koch nuôi trực khuẩn qua vài thế hệ trong pure culture và chỉ ra rằng cả khi chúng không hề lớn lên trong động vật thì chúng vẫn có khả năng gây bệnh than.
Kết quả của công việc lao khổ này đã được Koch trình bày cho Ferdinand Cohn, giáo sư thực vật học ở Đại học Breslau, người đã tổ chức một cuộc họp cùng với những đồng nghiệp của mình cùng làm chứng cho sự trình bày của Koch trong số đó có giáo sư Cohnheim, giáo sư về giải phẫu bệnh học. Cả Cohn và Cohnheim đều bị ấn tượng bởi công trình của Koch và khi Cohn, vào năm 1876, xuất bản công trình của Koch trong một tờ báo của ngành thực vật học mà ông làm biên tập viên thì Koch đã lập tức trở nên nổi tiếng. Tuy nhiên ông vẫn tiếp tục làm việc ở Wollstein 4 năm sau đó và trong thời gian đó đã tiến bộ hơn nhiều trong kĩ năng cố định, nhuộm và chụp hình vi khuẩn đồng thời nghiên cứu thêm một số công trình quan trọng nữa về bệnh gây ra bởi vi khuẩn trong các vết thương, và xuất bản công trình vào năm 1878. Trong những công trình này ông đã nêu lên, cũng như những gì ông đã làm với bệnh than, bản chất khoa học và thực nghiệm cho cách kiểm soát những bệnh truyền nhiễm đó.
Tuy nhiên Koch vẫn còn thiếu điều kiện cho công việc của ông và phải tới năm 1880, khi ông được bổ nhiệm làm thành viên của Reichs-Gesundheitsamt (Cục Y tế Hoàng gia) ở Berlin, thì ông mới được cung cấp đầu tiên là một phòng hẹp, thiếu thốn nhưng sau đó là một phòng thí nghiệm đầy đủ hơn, trong đó ông đã làm việc với các phụ tá là Loeffler, Gaffky và những người khác. Ở đây, Koch tiếp tục hoàn thiện phương pháp nghiên cứu vi khuẩn mà ông đã dùng ở Wollstein. Ông phát minh ra phương pháp mới Reinkulturen – cấy pure culture của vi khuẩn vào môi trường nuôi cấy rắn như khoai tây, hay thạch đựng trong một loại đĩa đặc biệt phát minh bởi đồng nghiệp của ông là Julius Richard Petri, mà tới nay nó vẫn được sử dụng phổ biến. Ông cũng phát minh ra một phương pháp nhuộm vi khuẩn mới làm chúng dễ nhìn hơn và giúp xác minh chúng. Kết quả của những công trình này là sự mở đầu cho phương pháp nghiên cứu vi khuẩn gây bệnh trong đó vi khuẩn có thể dễ dàng tách ra trong pure culture, không nằm trong cơ thể sinh vật và vì vậy chúng có thể được xác định.
Koch cũng đặt ra tiêu chuẩn, được biết đến như nguyên tắc Koch (Koch's postulate). Để chấp nhận một vi khuẩn nào đó là nguyên nhân gây ra một bệnh nhất định hay không thì tất cả tiêu chuẩn của "nguyên tắc Koch" cần được thoả mãn.
Hai năm sau khi tới Berlin, Koch phát hiện ra trực khuẩn lao và phương pháp nuôi cấy nó trên pure culture. Năm 1882, ông xuất bản công trình kinh điển của ông về trực khuẩn. Ông vẫn tiếp tục bận rộn nghiên cứu cho tới khi ông được cử tới Ai Cập vào năm 1883 với vai trò Chủ tịch Ủy ban về bệnh tả của Đức, để điều tra về dịch tả đang bùng phát ở đó. Ở đây ông đã phát hiện ra vi khuẩn vibrio là nguyên nhân gây bệnh tả và mang được pure culture của vi khuẩn này về Đức. Ông cũng nghiên cứu cả vi khuẩn tả ở Ấn Độ.
Trên cơ sở những kiến thức của ông về đặc điểm sinh học và sự phân bố của vi khuẩn tả, Koch đã hệ thống hoá nguyên tắc để kiểm soát dịch tả và điều đó đã được chấp thuận bởi Quyền tối cao ở Dresden vào năm 1893 và nó đã trở thành nền móng cho việc kiểm soát dịch tả ngày nay. Công trình của ông về bệnh tả đã được nhận giải thưởng 100 ngàn mark Đức đồng thời cũng có ý nghĩa quan trọng trong việc có kế hoạch bảo vệ nguồn nước sinh hoạt.

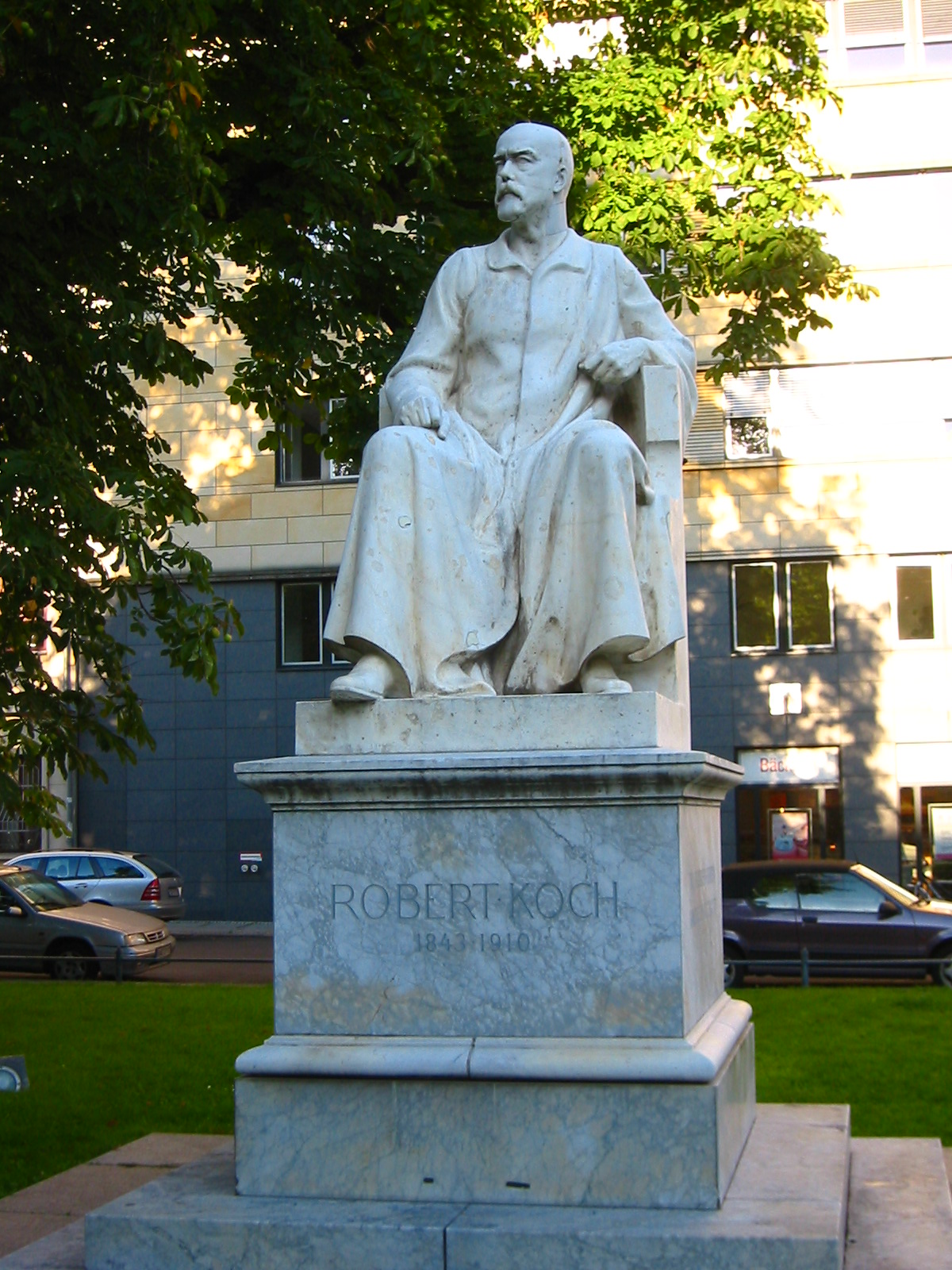
Đài tượng niệm Robert Koch ở Berlin

Năm 1885, Koch được phong Giáo sư về vệ sinh học của Đại học Berlin và Giám đốc của Viện vệ sinh mới được thành lập lúc đó tại trường này. Năm 1890 ông được phong thượng tướng và người có đặc quyền (Freeman) của thành phố Berlin. Năm 1891 ông trở thành Giáo sư Danh dự của khoa Y ở Berlin và Giám đốc Viện các bệnh truyền nhiễm, nơi ông đã may mắn gặp được những đồng nghiệp như Ehrlich, von Behring và Kitasato, cũng là những nhà phát minh nổi tiếng. Năm 1893, Koch cưới người vợ thứ hai là Hedwig Freiberg.
Trong thời gian này, Koch quay lại với những nghiên cứu về bệnh lao. Ông cố gắng hãm lại quá trình phát triển bệnh bằng chất mà ông gọi là tuberculin, được làm từ môi trường nuôi cấy trực khuẩn lao. Ông chuẩn bị các mẫu tuberculin, mới và cũ, và sự thông báo về mẫu tuberculin cũ đã gây rất nhiều tranh cãi. Khả năng chữa trị của chất này theo như những gì Koch tuyên bố là một sự thổi phồng, và bởi vì hi vọng từ nó không được thoả mãn, dư luận quay ra chống lại nó và chống lại Koch. Chất tuberculin mới được Koch công bố vào năm 1896 và khả năng chữa trị của nó cũng làm thất vọng mọi người; nhưng nó đã dẫn tới sự phát hiện của một chất có giá trị về mặt chẩn đoán.
Trong khi công trình về tuberculin vẫn tiếp tục, đồng nghiệp của ông ở Viện về các bệnh truyền nhiễm là von Behring, Ehrlich và Kitasato nghiên cứu và xuất bản công trình mang tính bước ngoặt của họ về sự miễn dịch của bệnh bạch hầu.
Năm 1896, Koch tới Nam Phi để nghiên cứu nguyên nhân của bệnh dịch virut Rinde (rinderpest) và mặc dù ông không tìm được nguyên nhân, ông cũng đã thành công trong việc hạn chế sự bùng phát của bệnh dịch bằng cách tiêm cho những con gia súc khoẻ mạnh mật lấy từ túi mật của những con đã bị bệnh. Rồi sau đó là các nghiên cứu ở Ấn Độ và châu Phi về sốt rét, sốt rét tiểu đen (blackwater fever), bệnh xura (surra) ở gia súc, ngựa và bệnh dịch hạch và xuất bản những quan sát của ông về các bệnh này vào năm 1898. Không lâu sau khi quay lại Đức, ông lại được cử tới Ý và vùng nhiệt đới nơi ông xác nhận công trình của Ronald Ross về sốt rét và làm được một số công việc có ích trong nghiên cứu về nguyên nhân của các dạng khác nhau của sốt rét và việc kiểm soát nó bằng thuốc ký ninh.

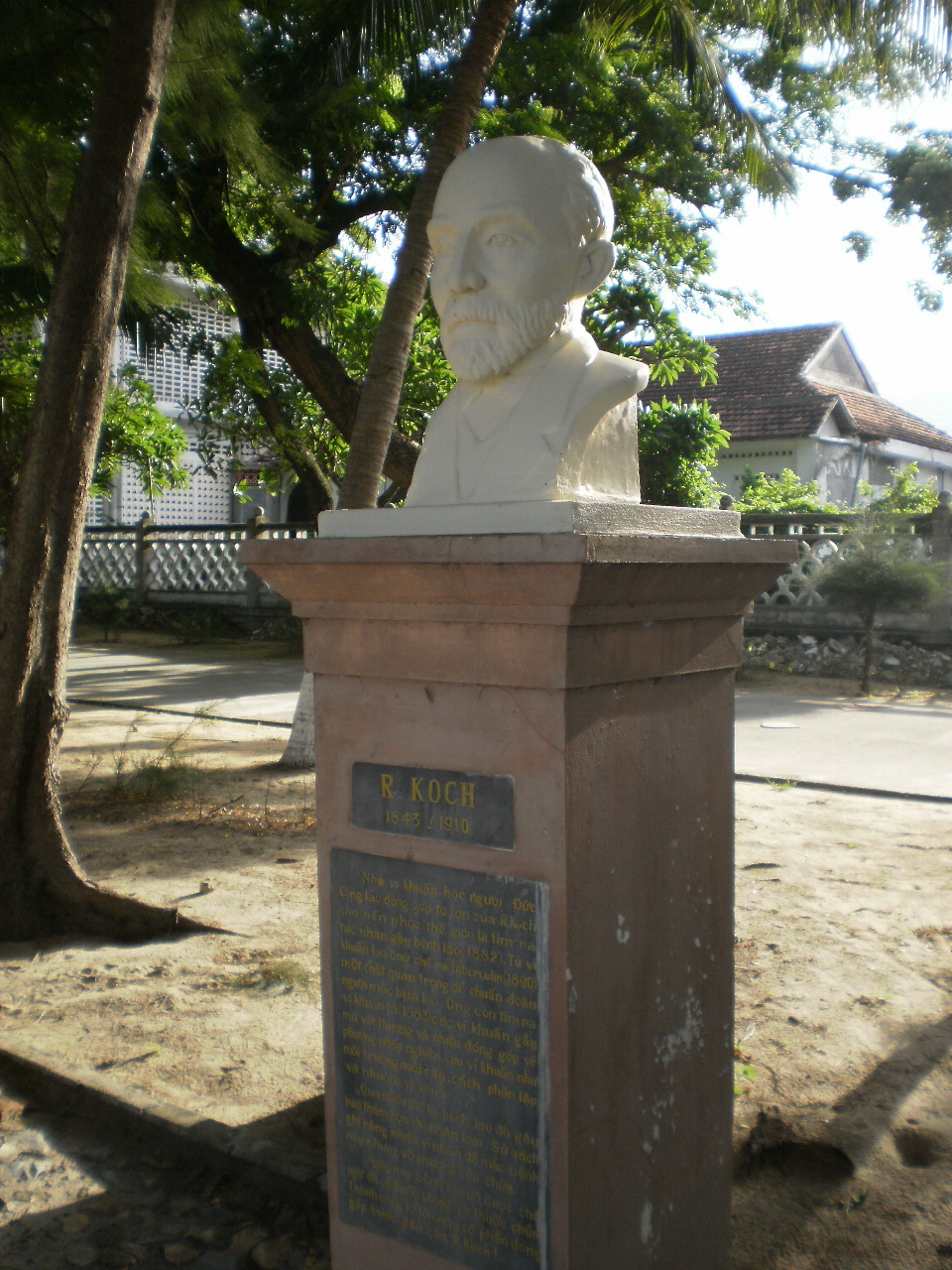
Tượng Robert Koch tại Quy Hòa, Quy Nhơn, Bình Định.

Trong những năm cuối của cuộc đời, Koch đi tới kết luận là trực khuẩn gây bệnh lao ở người và bò là khác nhau, và tuyên bố của ông về điều này tại Hội nghị Y học quốc tế về Lao ở Luân Đôn năm 1901 đã gây ra nhiều tranh cãi, nhưng bây giờ thì quan điểm đấy của ông đã được công nhận là đúng. Công trình nghiên cứu của ông về bệnh sốt Rickettsia đã dẫn đến ý tưởng mới, rằng căn bệnh này được truyền dễ dàng từ người sang người hơn là từ nước uống, và vì thế dẫn đến phương pháp kiểm soát bệnh mới.
Tháng 12 năm 1904, Koch được cử tới vùng Đông Phi của người Đức để nghiên cứu bệnh sốt ở Bờ Biển Đông trên gia súc và ông đã tiến hành những quan sát quan trọng, không chỉ với dịch bệnh này mà còn với những loài gây bệnh Babesia và Trypanosome và bệnh xoắn khuẩn spirochaet có nguồn gốc lây truyền qua ve, bọ; và tiếp tục công việc của ông trên những sinh vật này khi ông trở về nhà.

## Danh hiệu
Với nhiều khám phá quan trọng về y học, Koch đã nhận rất nhiều giải thưởng và huân chương, học vị tiến sĩ danh dự của Đại học Heidelberg và Bologna, công dân danh dự của thành phố Berlin, Wollstein và quê hương ông Clausthal, thành viên danh dự của giới khoa học hàn lâm ở Berlin, Viên, Posen, Perugia, Napoli và New York. Ông cũng được huân chương danh dự Đức (German Order of the Crown), Bắc đẩu bội tinh của German Order of the Red Eagle (lần đầu tiên giải thưởng cao quý này được trao cho một người trong ngành Y), và huân chương của Nga và Thổ Nhĩ Kỳ. Rất lâu sau khi ông mất, ông còn được ghi công bằng tượng đài kỉ niệm và nhiều hình thức khác ở một số nước.
Năm 1905, ông nhận được giải thưởng Nobel dành cho Sinh lý và Y học. Năm 1906, ông quay lại Trung Phi để nghiên cứu về việc kiểm soát bệnh trùng mũi khoan (trypanosomiasis), và ở đó ông đã báo cáo rằng atoxyl có tác dụng chống lại bệnh này giống như thuốc ký ninh đối với sốt rét. Sau đó Koch tiếp tục công việc thực nghiệm về vi khuẩn học và huyết thanh học.
Bác sĩ Koch mất ngày 27 tháng 5 năm 1910 tại Baden-Baden.